# Källbergs
Källbergs är en bebyggelse i Valbo socken i Gävle kommun. Från 2015 avgränsar SCB här en småort. Området ingick innan dess i tätorten Valbo.